# Papestra püngeleri
Papestra püngeleri là một loài bướm đêm trong họ Noctuidae.